# Léchiagat

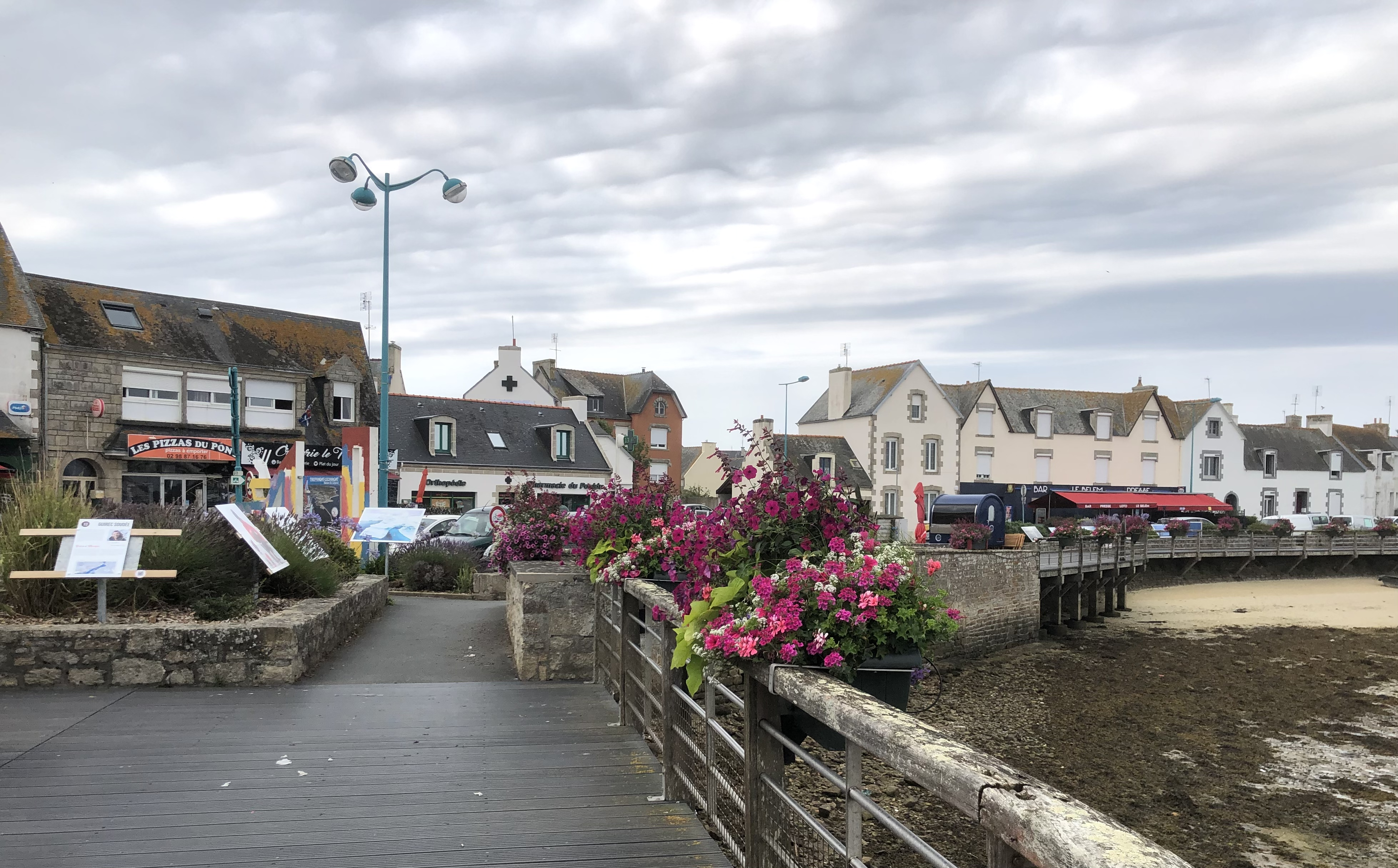
Ortseinfahrt nach Léchiagat, 2022

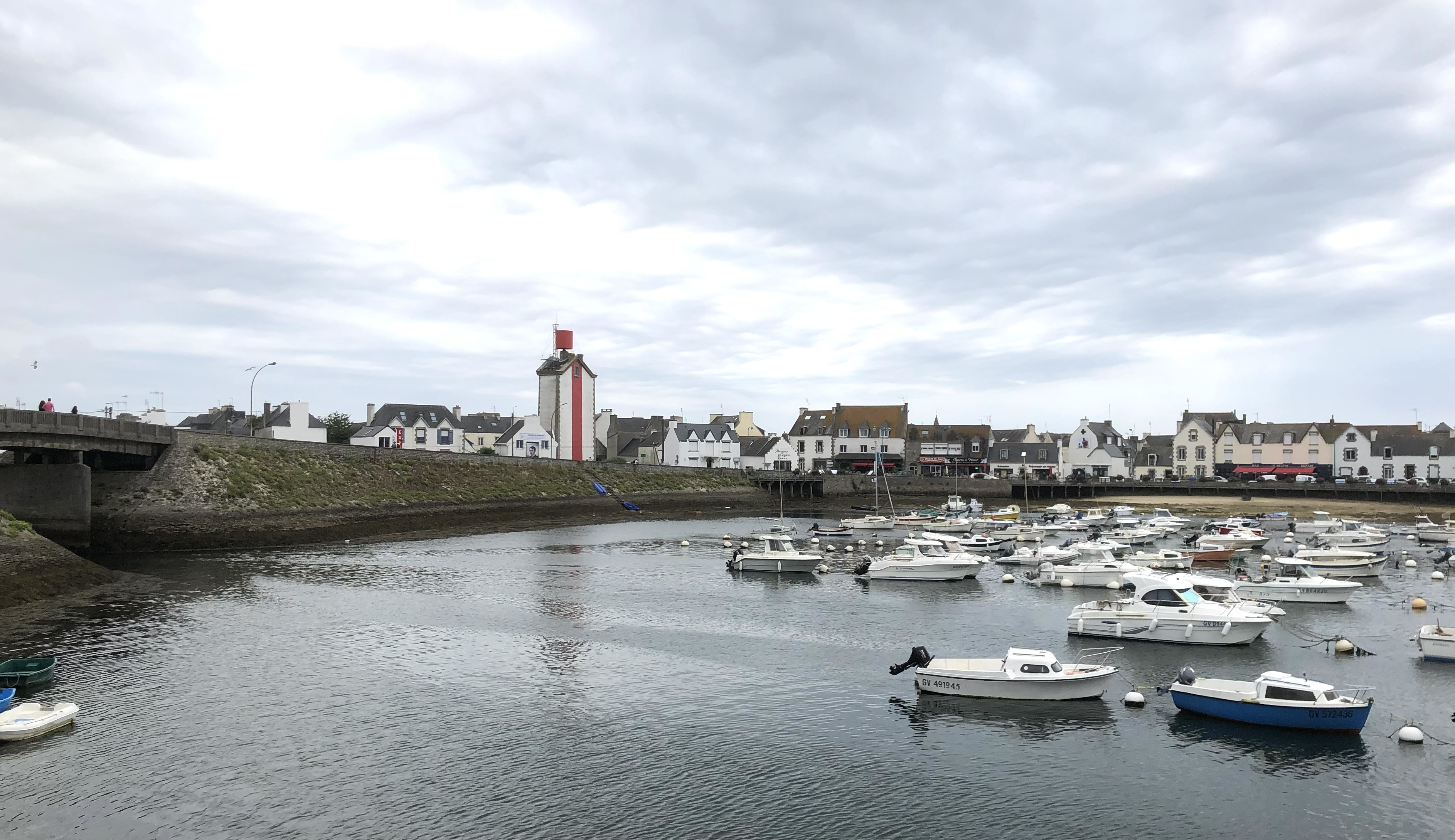
Blick über den Hafen von Guilvinec aus

Léchiagat (bretonisch Lechiagad) ist ein Ortsteil der Gemeinde Treffiagat im französischen Département Finistère in der Bretagne.

## Lage
Léchiagat liegt etwa 25 Kilometer südwestlich von Quimper an der Küste der sich südlich erstreckenden Biskaya. Unmittelbar westlich grenzt, verbunden über eine Brücke, Guilvinec an, mit dem sich Léchiagat den Hafen Guilvinec teilt. Die Ortslage des Hauptorts der Gemeinde Treffiagat liegt nordöstlich.

## Geschichte

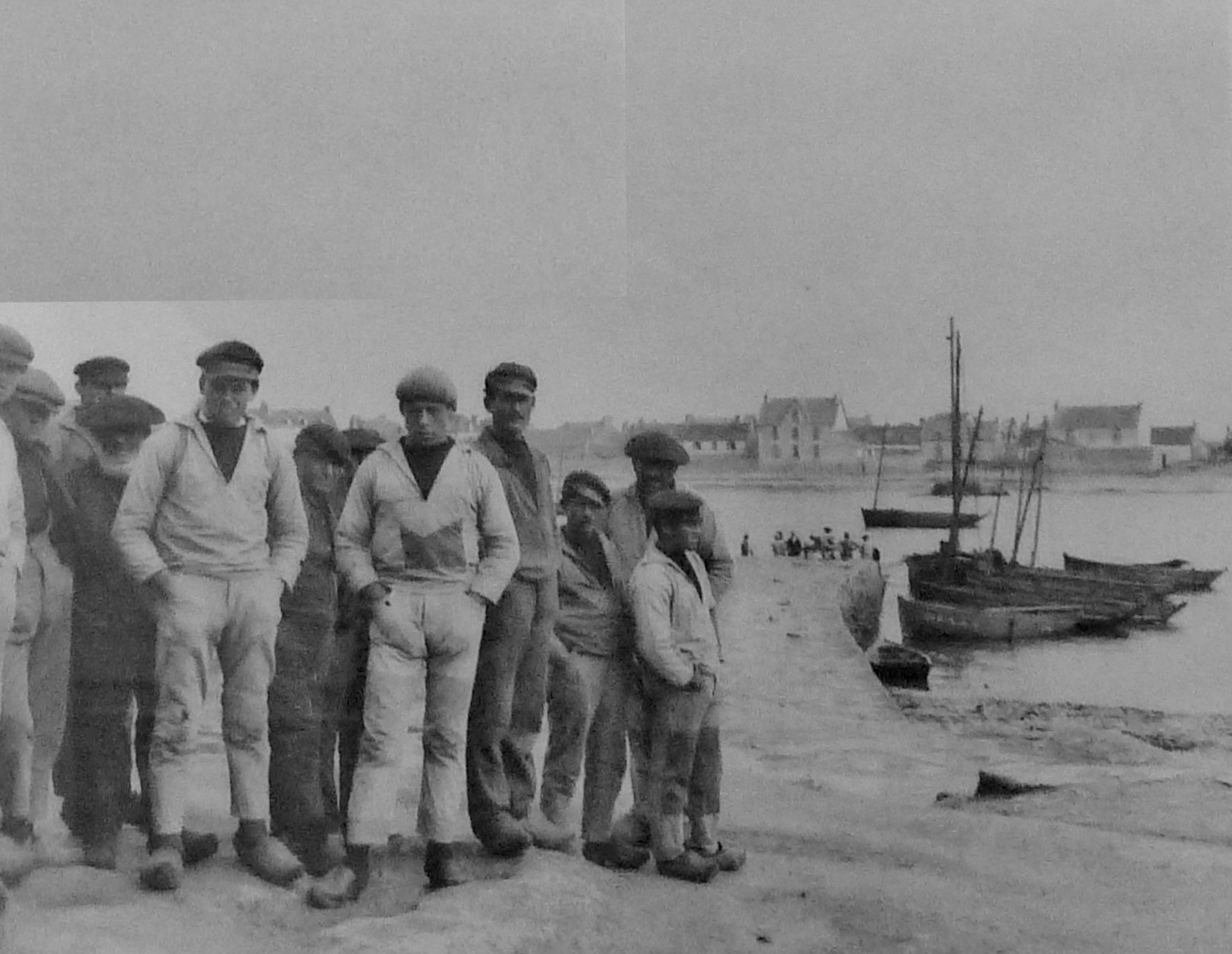
Fischer in Léchiagat um 1920

Wie der Nachbarort Guilvinec ist Léchiagat von der Fischerei geprägt, die insbesondere im 19. Jahrhundert stark an Bedeutung gewann und bis heute prägend für den Ort ist.

## Bauwerke und Sehenswürdigkeiten

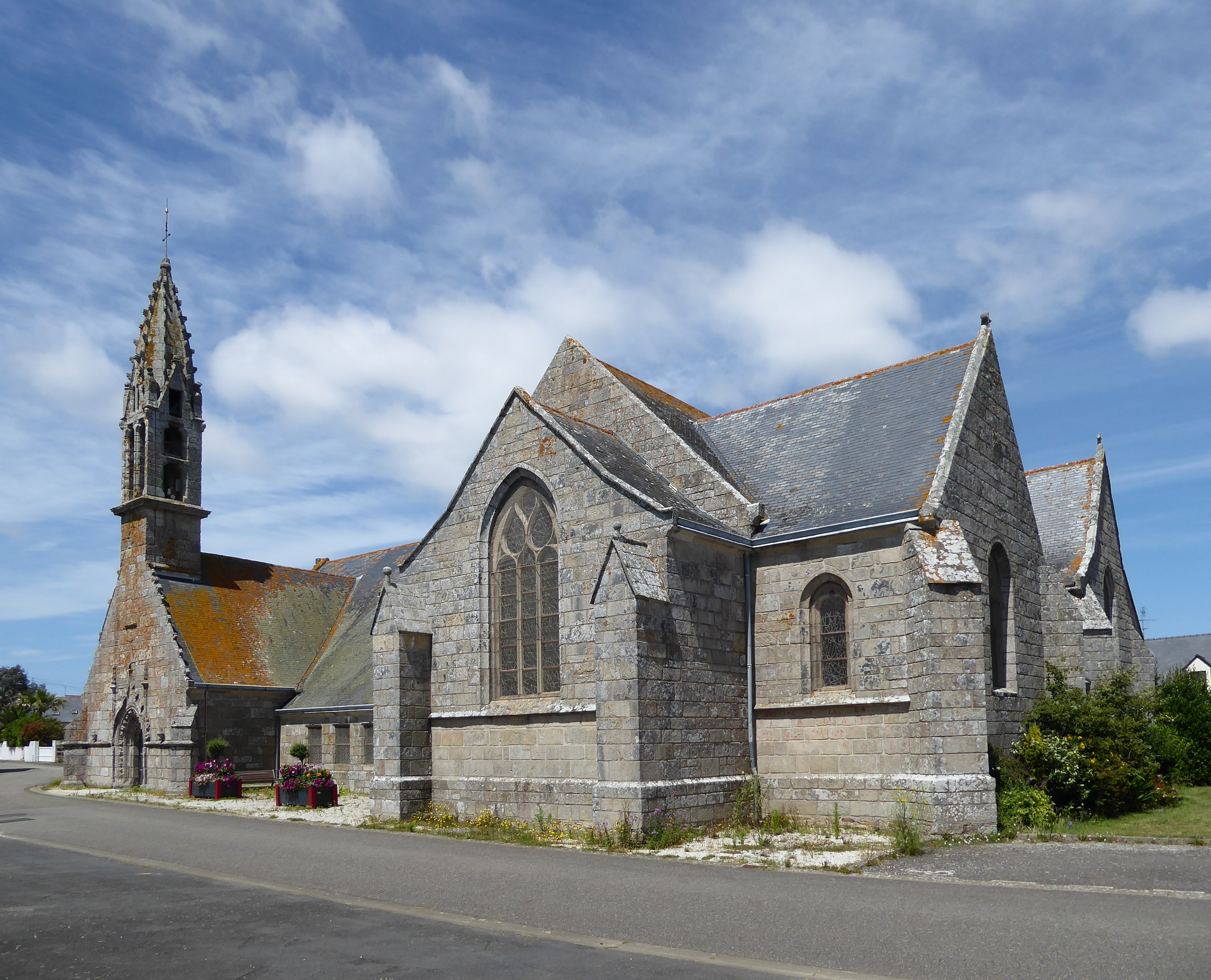
Notre-Dame-des-Flots, 2020

Die Kirche des Orts Notre-Dame-des-Flots ist als Monument historique eingetragen.
1871 entstand ein erster Leuchtturm des Orts, der 1902 durch einen modernen und höheren Leuchtturm ergänzt wurde. 1987 wurden die Leuchttürme stillgelegt und durch ein neues Leuchtfeuer ersetzt.
Nordwestlich der Ortslage befindet sich der Schiffsfriedhof bei Guilvinec. Östlich des Orts steht der auf die lange Besiedlungsgeschichte der Region verweisende Menhir von Lehan.

## Wirtschaft
Von besonderer Bedeutung für Léchiagat ist weiterhin der Fischfang und damit in Zusammenhang stehende Branchen. Im Ort wurde 1926 ein Unternehmen zur Herstellung von Schleppnetzen gegründet, aus dem sich der heute größte Hersteller von Fischereinetzen Le Drezen entwickelte.
Darüber hinaus hat der Tourismus eine wichtige Funktion.

## Persönlichkeiten
Im Ort verstarb der bretonische Architekt, Schriftsteller und Nationalist Olier Mordrel (1901–1985).